# Verthemex
Verthemex är en kommun i departementet Savoie i regionen Auvergne-Rhône-Alpes i sydöstra Frankrike. Kommunen ligger i kantonen Yenne som tillhör arrondissementet Chambéry. År 2022 hade Verthemex 240 invånare.

## Befolkningsutveckling
Antalet invånare i kommunen Verthemex
| Referens: INSEE |